# Eridolius gibbulus
Eridolius gibbulus là một loài tò vò trong họ Ichneumonidae.